# 今泉インターチェンジ
今泉インターチェンジ（いまいずみインターチェンジ）は、宮城県仙台市若林区にある仙台南部道路のインターチェンジである。
2003年度の進入車数は49万8,287台、流出車数は59万6,918台だった。

## 道路
- E48 仙台南部道路（51番）

## 接続する道路
- 宮城県道54号井土長町線

## 料金所
- ブース数：4

### 入口
- ブース数：2
  - ETC専用：1
  - 一般：1

### 出口
- ブース数：2
  - ETC専用：1
  - 一般：1

## 周辺
- 仙台市六郷行政サービスセンター
- 仙台市立六郷中学校

## 隣
E48 仙台南部道路
(50) 仙台若林JCT - (51) 今泉IC - (52) 長町IC